# Sergio Pagoni
Sergio Pagoni (... – Roma, 1994) è stato un compositore italiano, autore di numerose colonne sonore per il cinema.

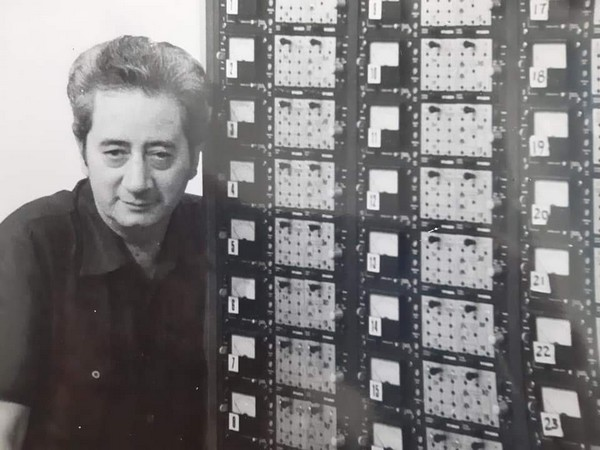

Il primo ufficio fu a via Cesare Beccaria e da lì aprì un successivo ufficio a viale Mazzini 6 nel quale fondò insieme a Mimmo Cunsolo la società di edizioni musicali "SERMI FILM". Poi fondò la società "I GEMELLI".
Ha lavorato con i più grandi compositori del periodo, da Nino Rota a Ennio Morricone, da Alessandro Alessandroni a Egisto Macchi e così via. Con lui ha lavorato Vittorio Viscardi come assistente in sala di incisione.

## Filmografia
- Autoritratto, regia di Raffaele Andreassi (1958)
- Epilogo, regia di Raffaele Andreassi (1960)
- Bambini, regia di Raffaele Andreassi (1960)
- Italiani all'inferno, regia di Enrico Novaro (1960)
- Gli stregoni, regia di Raffaele Andreassi (1961)
- La città calda, regia di Raffaele Andreassi (1962)
- De Chirico metafisico, regia di Raffaele Andreassi (1962)
- Antonio Ligabue, pittore, regia di Raffaele Andreassi (1965)
- Tokende: il mio cuore in Africa, regia di Ansano Giannarelli (1966)
- Paolo, regia di Gianni Amico (1966)
- Noi siamo l'Africa, regia di Ansano Giannarelli (1966)
- Dakar è una metropoli, regia di Ansano Giannarelli (1966)
- Il ritorno del gladiatore più forte del mondo, regia di Bitto Albertini (1971)
- I segreti delle città più nude del mondo, regia di Luciano Martino (1971)